# Sadachlo
Sadachlo – wieś w Gruzji, w regionie Dolna Kartlia, w gminie Marneuli. W 2014 roku liczyła 7337 mieszkańców.